# Jägala jõgi
Jägala jõgi (Jägalaån) är en 99 km lång flod i Estland. Den har sina källor i Pandivere högland i Järva kommun i landskapet Järvamaa och sin mynning i bukten Ihasalu laht i Finska viken som ligger i Jõelähtme kommun i Harjumaa. Det åtta meter höga Jägalafallet ligger 4,3 km innan flodens mynning. Den passerar bland annat staden  Kehra och den största bifloden är Soodla jõgi.

### Fotnoter
1. ↑  Jägala Jõgi hos Geonames.org (cc-by); post uppdaterad 2012-01-17; databasdump nerladdad 2015-09-05